# California (album của Mr. Bungle)
California là album phòng thu thứ ba và cuối cùng của ban nhạc người Mỹ Mr. Bungle. Nó được phát hành vào ngày 13 tháng 6 năm 1999, qua Warner Bros.

## Phong cách âm nhạc
Như những đĩa nhạc khác của ban nhạc, album kết hợp nhiều loại nhạc khác nhau, gồm nhạc Hawaii, electro-funk, doo-wop, nhạc folk, nhạc pop, surf rock, nhạc rạp xiếc, kecak, thrash metal, nhạc phòng chờ, jazz rock, nhạc avant-garde, piano ballad và được ảnh hưởng bởi nhạc phim khoa học viễn tưởng, phim Cao bồi Ý và phim kinh dị.

## Tiếp nhận đánh giá
| Đánh giá chuyên môn | Đánh giá chuyên môn |
| Nguồn đánh giá      | Nguồn đánh giá      |
| Nguồn               | Đánh giá            |
| ------------------- | ------------------- |
| AllMusic            | [ 1 ]               |
| Alternative Press   | [ 2 ]               |
| NME                 | 6/10                |
| Pitchfork           | 7.3/10              |

California được những nhà phê bình đánh giá tích cực. Bài đánh giá của Pitchfork gọi nó là "một trong những album mà bạn không thể tin là có dính dáng bất cứ điều gì đến một hãng đĩa lớn", viết rằng, "càng nghe California, tôi càng tin chắc rằng Mike Patton thực sự là con quỳ của những ngày nghỉ."

### Vinh danh
| Năm  | Công bố       | Nước | Nội dung             | Vị trí |
| ---- | ------------- | ---- | -------------------- | ------ |
| 1999 | Rolling Stone | Đức  | "Albums of the Year" | 15     |

## Danh sách bài hát
| STT              | Nhan đề                              | Phổ lời          | Phổ nhạc                        | Thời lượng |
| ---------------- | ------------------------------------ | ---------------- | ------------------------------- | ---------- |
| 1.               | "Sweet Charity"                      | Mike Patton      | Patton                          | 5:05       |
| 2.               | "None of Them Knew They Were Robots" | Trey Spruance    | Spruance, Patton, Danny Heifetz | 6:03       |
| 3.               | "Retrovertigo"                       | Trevor Dunn      | Dunn                            | 4:59       |
| 4.               | "The Air-Conditioned Nightmare"      | Patton           | Patton, Clinton "Bär" McKinnon  | 3:55       |
| 5.               | "Ars Moriendi"                       | Patton           | Patton                          | 4:10       |
| 6.               | "Pink Cigarette"                     | Patton           | Spruance, Patton                | 4:55       |
| 7.               | "Golem II: The Bionic Vapour Boy"    | Spruance         | Spruance                        | 3:34       |
| 8.               | "The Holy Filament"                  | Dunn             | Dunn                            | 4:04       |
| 9.               | "Vanity Fair"                        | Patton           | Dunn, Patton                    | 2:58       |
| 10.              | "Goodbye Sober Day"                  | Patton           | Patton, McKinnon                | 4:29       |
| Tổng thời lượng: | Tổng thời lượng:                     | Tổng thời lượng: | Tổng thời lượng:                | 44:16      |

## Personnel

### Mr. Bungle
- Trevor Dunn – guitar bass, chủ đề bìa và sản xuất
- Danny Heifetz – percussion, trống, keyboard và sản xuất
- Clinton "Bär" McKinnon – saxophone, keyboard, kèn cor Pháp và sản xuất
- Mike Patton – hát, keyboard, chủ đề bìa và sản xuất
- Trey Spruance – guitar, kỹ thuật, sản xuất và chiến lực sản xuất

### Thành phần khác
- Bill Banovetz – kèn cor Anh
- Sam Bass – cello
- Ben Barnes – violin và viola
- Henri Ducharme – đàn xếp
- Timb Harris – trumpet
- Marika Hughes – cello
- Eyvind Kang – violin, viola
- Carla Kihlstedt – violin và viola
- Michael Peloquin – harmonica
- David Phillips – pedal steel guitar
- Larry Ragent – kèn cor Pháp
- Jay Stebley – cymbalom
- Aaron Seeman – piano trong "Pink Cigarette"
- William Winant – timpani, mallet, tam tam và bass drum
- Billy Anderson – kỹ thuật
- Gibbs Chapman – phối khí
- Ryan Cooper – publicity
- Elizabeth Gregory – legal representation
- Josh Heller – kỹ thuật
- Malcom Hillier – nhiếp ảnh bìa
- George Horn – master
- Adam Muñoz – kỹ thuật, phối khí và chỉnh sửa
- Mackie Osborne – sleeve layout and graphic design
- Justin Phelps – kỹ thuật
- Rob Worthington – phối khí